# Karin Gayer
Karin Gayer (n. en 1969 en Mödling cerca de Viena) es una escritora austriaca. Escribe poesía y narrativa.

## Biografía
Karin Gayer nació en mayo de 1969 en Mödling, mientras que hoy vive en Viena. Comenzó a estudiar psicología pero no terminó los estudios porque "no podía encontrar lo que buscaba". Trabaja en profesiones sociales. Karin Gayer ya empezó a escribir en la escuela. Al principio publicó en revistas de literatura austriacas, por ejemplo en Zenit y Wienzeile. Su primer libro fue publicado por la editorial Arovell Verlag en 2002.

## Obra
- Flechtwerk, poesía y pequeña prosa, Arovell Verlag, Gosau 2002, ISBN 3-901435-46-8
- Vorgänge im Labyrinth, poesía y pequeña prosa (antología, con otros autores), Arovell Verlag, Gosau 2004, ISBN 3-901435-66-2
- Nachtfieber, narración, Arovell Verlag, Gosau 2009, ISBN 978-3-902547-84-2